# تشارلي مالون
تشارلي مالون (بالإنجليزية: Charley Malone)‏ هو لاعب كرة قدم أمريكية أمريكي، ولد في 18 يونيو 1910 في هيلزبورو في الولايات المتحدة، وتوفي في 23 مايو 1992 في لاك سان ماركوس في الولايات المتحدة.

## وصلات خارجية
- تشارلي مالون على موقع مرجع كرة القدم المحترفة.كوم (الإنجليزية)